# 9972 Minoruoda
9972 Minoruoda è un asteroide della fascia principale. Scoperto nel 1993, presenta un'orbita caratterizzata da un semiasse maggiore pari a 2,2900821 UA e da un'eccentricità di 0,1998643, inclinata di 9,41926° rispetto all'eclittica.